# زارما
زارما (انگلیسی: Zarema؛ زادهٔ ۱۹۸۳) خواننده، آهنگساز، مدل (شخص)، ترانه‌پرداز، تهیه‌کننده موسیقی، و بازیگر اهل ایالات متحده آمریکا است.